# Stacja Berlin
Stacja Berlin (ang. Berlin Station) – amerykański serial telewizyjny o tematyce szpiegowskiej wyprodukowany przez przedsiębiorstwo Epix. Twórcą serialu jest Olen Steinhauer, amerykański pisarz powieści szpiegowskich, który został także jednym z producentów wykonawczych.
Premiera pierwszego sezonu miała miejsce 16 października 2016. W listopadzie 2016 zapowiedziano nakręcenie drugiego sezonu tej produkcji. W grudniu 2017 stacja Epix przedłużyła serial o trzeci sezon, który w 2019 zakończył serię.
Główne role w serialu zagrali Richard Armitage, Rhys Ifans, Richard Jenkins i Leland Orser.
Sezon pierwszy serialu otrzymał pozytywne oceny. Portal Metacritic na podstawie 11 recenzji przyznał filmowi średnią 65 punktów (na 100), produkcja wysokie noty dostała również w serwisie Rotten Tomatoes (70% na podstawie 10 opinii).

## Fabuła
W pierwszym sezonie główny bohater Stacji Berlin, agent Centralnej Agencji Wywiadowczej Daniel Miller, zostaje wysłany do niemieckiej rezydentury CIA w Berlinie. Otrzymał niejawną misję ustalenia źródeł wycieku tajnych informacji, ujawnianych w mediach przez demaskatora posługującego się pseudonimem „Thomas Shaw”. Podczas badania sprawy Daniel Miller wpada na trop spisku, w który zamieszani będą m.in. waszyngtońscy przedstawiciele agencji. W drugim sezonie Daniel Miller otrzymuje zadanie infiltracji niemieckich ekstremistów z uwagi na zagrożenie zamachem terrorystycznym przed wyborami w Niemczech. Sezon trzeci koncentruje się na działaniach agentów CIA w związku z zagrożeniem dokonania rosyjskiej inwazji na Estonię.

## Produkcja
Zdjęcia do pierwszych dwóch sezonów serialu kręcono głównie w Berlinie i Poczdamie, a także na wyspie La Palma. Trzeci sezon nagrano na terenie Węgier (Budapeszt, Sopron), Austrii (Wiedeń) oraz Chorwacji (Split, Podstrana, Trogir).

## Obsada

### Role główne
- Richard Armitage jako Daniel Miller[11][12]
- Richard Jenkins jako Steven Frost
- Rhys Ifans jako Hector DeJean
- Michelle Forbes jako Valerie Edwards
- Leland Orser jako Robert Kirsch
- Tamlyn Tomita jako Sandra Abe (sezon 1)
- John Doman jako Richard Hanes (sezon 2)
- Ashley Judd jako BB Yates (sezon 2, 3)
- Keke Palmer jako April Lewis (sezon 2, 3)
- Ismael Cruz Córdova jako Rafael Torres (sezon 3)

### Role drugoplanowe i gościnne
- Mina Tander jako Esther Krug
- Mark Moses jako Jason Wolfe (sezon 1, 3)
- Richard Dillane jako Gerald Ellman (sezon 1)
- Caroline Goodall jako Kelly Frost (sezon 1)
- Bernhard Schütz jako Hans Richter (sezon 1)
- Sabin Tambrea jako Julian De Vos (sezon 1)
- Heino Ferch jako Joseph Emmerich (sezon 2)
- Thomas Kretschmann jako Otto Ganz (sezon 2)
- Emilia Schüle jako Lena Ganz (sezon 2)
- Steffen Wink jako Stefan Heidrich (sezon 2)
- Scott William Winters jako Nick Fischer (sezon 2)
- Natalia Wörner jako Katerina Gerhardt (sezon 2)
- Katarina Čas jako Sofia Vesik (sezon 3)
- James Cromwell jako Gilbert Dorn (sezon 3)
- Nikolai Kinski jako Roman Platov  (sezon 3)

## Odcinki
| Sezon | Sezon | Odcinki | Oryginalna emisja Epix | Oryginalna emisja Epix |
| Sezon | Sezon | Odcinki | Premiera sezonu        | Finał sezonu           |
| ----- | ----- | ------- | ---------------------- | ---------------------- |
|       | 1     | 10      | 16 października 2016   | 18 grudnia 2016        |
|       | 2     | 9       | 15 października 2017   | 3 grudnia 2017         |
|       | 3     | 10      | 2 grudnia 2018         | 17 lutego 2019         |

### Sezon 1 (2016)
| Nr | #  | Tytuł                       | Reżyseria          | Scenariusz                          | Premiera Epix        | Premiera HBO (PL) |
| -- | -- | --------------------------- | ------------------ | ----------------------------------- | -------------------- | ----------------- |
| 1  | 1  | Station to Station          | Michaël Roskam     | Olen Steinhauer                     | 16 października 2016 | 26 listopada 2016 |
| 2  | 2  | Lights Don't Run on Loyalty | Michaël Roskam     | Olen Steinhauer                     | 23 października 2016 | 3 grudnia 2016    |
| 3  | 3  | Riverrun Dry                | Christoph Schrewe  | Bradford Winters                    | 30 października 2016 | 10 grudnia 2016   |
| 4  | 4  | By Way of Deception         | Christoph Schrewe  | Larry J. Cohen                      | 6 listopada 2016     | 17 grudnia 2016   |
| 5  | 5  | Unter Druck                 | Giuseppe Capotondi | Amanda Kate Shuman                  | 13 listopada 2016    | 24 grudnia 2016   |
| 6  | 6  | Just Decisions              | Giuseppe Capotondi | Olen Steinhauer, Amanda Kate Shuman | 20 listopada 2016    | 31 grudnia 2016   |
| 7  | 7  | Proof of Life               | John David Coles   | Kate Shuman, Adria Lang             | 27 listopada 2016    | 14 stycznia 2017  |
| 8  | 8  | False Negative              | John David Coles   | Kyle Bradstreet                     | 4 grudnia 2016       | 21 stycznia 2017  |
| 9  | 9  | Thomas Shaw                 | Joshua Marston     | Bradford Winters                    | 11 grudnia 2016      | 28 stycznia 2017  |
| 10 | 10 | Oratorio Berlin             | Joshua Marston     | Olen Steinhauer                     | 18 grudnia 2016      | 4 lutego 2017     |

### Sezon 2 (2017)
| Nr | # | Tytuł                           | Reżyseria          | Scenariusz                       | Premiera Epix        | Premiera HBO GO (PL) |
| -- | - | ------------------------------- | ------------------ | -------------------------------- | -------------------- | -------------------- |
| 11 | 1 | Everything's Gonna Be Alt-Right | Christoph Schrewe  | Tony Basgallop, Bradford Winters | 15 października 2017 | 16 października 2017 |
| 12 | 2 | Right Here, Right Now           | Joshua Marston     | Tony Basgallop                   | 15 października 2017 | 16 października 2017 |
| 13 | 3 | Right to the Heart              | John David Coles   | Kiersten Van Horne               | 22 października 2017 | 23 października 2017 |
| 14 | 4 | Do the Right Thing              | Bronwen Hughes     | Larry J. Cohen                   | 29 października 2017 | 30 października 2017 |
| 15 | 5 | Right of Way                    | Bronwen Hughes     | Lara Shapiro                     | 5 listopada 2017     | 6 listopada 2017     |
| 16 | 6 | The Right Hook                  | Sarah Pia Anderson | Nina Braddock, Bradford Winters  | 12 listopada 2017    | 13 listopada 2017    |
| 17 | 7 | Right and Wrong                 | Sarah Pia Anderson | Zach Craley                      | 19 listopada 2017    | 20 listopada 2017    |
| 18 | 8 | The Righteous One               | Giuseppe Capotondi | Tony Basgallop                   | 26 listopada 2017    | 27 listopada 2017    |
| 19 | 9 | Winners Right the History Books | Giuseppe Capotondi | Bradford Winters                 | 3 grudnia 2017       | 4 grudnia 2017       |

### Sezon 3 (2018–2019)
| Nr | #  | Tytuł                                | Reżyseria         | Scenariusz         | Premiera Epix    | Premiera HBO GO (PL) |
| -- | -- | ------------------------------------ | ----------------- | ------------------ | ---------------- | -------------------- |
| 20 | 1  | Aut Concilio Aut Ense                | Christoph Schrewe | Jason Horwitch     | 2 grudnia 2018   | 3 grudnia 2018       |
| 21 | 2  | Fire Knows Nothing of Mercy          | Christoph Schrewe | Jill E. Blotevogel | 9 grudnia 2018   | 10 grudnia 2018      |
| 22 | 3  | The Old Lie                          | Bronwen Hughes    | Seth Resnik        | 16 grudnia 2018  | 17 grudnia 2018      |
| 23 | 4  | If You Swear, You'll Catch No Fish   | Bronwen Hughes    | Jennifer Kennedy   | 23 grudnia 2018  | 24 grudnia 2018      |
| 24 | 5  | The Dream of the Four Policemen      | Hagen Bogdanski   | Sara Gran          | 6 stycznia 2019  | 7 stycznia 2019      |
| 25 | 6  | In Cold Hell                         | Christoph Schrewe | Morenike Balogun   | 13 stycznia 2019 | 14 stycznia 2019     |
| 26 | 7  | The Eye Fears When It Is Done to See | Tanya Hamilton    | Zach Craley        | 20 stycznia 2019 | 21 stycznia 2019     |
| 27 | 8  | The Green Dacha                      | Tanya Hamilton    | Jennifer Kennedy   | 27 stycznia 2019 | 28 stycznia 2019     |
| 28 | 9  | End of War                           | Marc Jobst        | Jill Blotevogel    | 10 lutego 2019   | 11 lutego 2019       |
| 29 | 10 | Book of the Fallen                   | Marc Jobst        | Jason Horwitch     | 17 lutego 2019   | 18 lutego 2019       |